# David Hodgson
Pour les articles homonymes, voir Hodgson.
David Hodgson est un footballeur anglais né le 6 août 1960 à Gateshead. Il évoluait au poste d'attaquant.

## Biographie
En 1978, David Hodgson commence sa carrière professionnelle avec le Middlesbrough FC.
Le 20 décembre 1980, il se met en évidence en inscrivant un triplé en championnat, lors de la réception de Tottenham Hotspur, permettant à son équipe de l'emporter 4-1.
Il rejoint ensuite le Liverpool FC en 1982.
Il remporte alors ses premiers titres en étant sacré champion d'Angleterre en 1983 et en 1984,.
David découvre aussi la coupe d'Europe en disputant la  Coupe d'Europe des Clubs Champions 1982-1983, en disputant cinq matchs et inscrivant deux buts dont un lors du quart de finale retour contre le Wisła Cracovie. Malheureusement, son club échoue à ce stade de la compétition.
La saison suivante, toujours en Coupe d'Europe des clubs champions, il joue deux rencontres lors des premiers tours. Liverpool remporte le trophée en remportant la finale contre l'AS Rome, Roy reste alors sur le banc,.
En 1984, il rejoint le Sunderland AFC pour deux saisons, avant de signer pour Norwich City en 1986.
David poursuit son périple footballistique en signant en 1987, après un prêt en cours de saison à Middlesbrough, pour la Primera División en rejoignant le club du Xerez CD.
En 1988, David revient en Angleterre au Sheffield Wednesday.
Mais la bougeotte le reprend, il découvre le J-League en signant au Mazda SC en 1989.
Ensuite, il signe un bail de deux saisons en Division 1 en 1990, au FC Metz.
Il raccroche les crampons en 1992, après une dernière expérience à Swansea City.
Avec l'équipe d'Angleterre espoirs, il participe au championnat d'Europe espoirs en 1982. Lors de cette compétition, il se met en évidence en inscrivant un but en quart de finale face à la Pologne. Il joue ensuite la double confrontation en finale face à l'Allemagne.

## Palmarès

### En club
| Liverpool \| - Coupe des clubs champions (1) : - Vainqueur : 1983-84. - Championnat d'Angleterre (2) : - Vainqueur : 1982-83 et 1983-84. \| \| - Coupe de la Ligue anglaise (2) : - Vainqueur : 1982-83 et 1983-84. - Charity Shield (1) : - Vainqueur : 1982. \| |  | Middlesbrough - Coupe Kirin (1) : - Vainqueur : 1980.                                                           |
| - Coupe des clubs champions (1) : - Vainqueur : 1983-84. - Championnat d'Angleterre (2) : - Vainqueur : 1982-83 et 1983-84. |  | - Coupe de la Ligue anglaise (2) : - Vainqueur : 1982-83 et 1983-84. - Charity Shield (1) : - Vainqueur : 1982. |

### EnÉquipe d'Angleterre Espoirs
- 7 sélections et 3 buts entre 1980 et 1982
- Champion d'Europe Espoirs en 1982